# Ялаянсаари
Ялаянсаари (Ялаянсари, фин. Jalajansaari — «пеший остров», Голодный остров) — небольшой остров в Ладожском озере, часть Западного архипелага. Территориально принадлежит Лахденпохскому району Карелии, Россия.
Остров вытянулся с северо-запада на юго-восток на 1 км, ширина до 0,2 км. Равнинный, наивысшая точка от уровня Ладоги — 5 м (10 м над уровнем моря). Состоит из одних булыжников. Растительность — травы и кусты.
Подходы к острову Ялаянсаари в подводных и надводных валунах. Удобная временная стоянка — в небольшой песчаной бухте с северо-востока острова. Бухточка прикрыта от волны каменными молами из булыжников.
На верхней точке стоит старая геодезическая вышка. В северной части острова расположена рыбацкая избушка.

## Топографические карты
- Лист карты P-36-97,98 Приозерск. Масштаб: 1 : 100 000. Указать дату выпуска/состояния местности.